# Aşkkolik
„Aşkkolik” este un cântec electropop al interepretei belgiene Hadise. Piesa a fost lansată ca cel de-al zecelea disc single al artistei, fiind inclus pe cel de-al doilea album de studio, material denumit după cântăreață. „Aşkkolik” a devenit cel de-al treilea hit de top 20 al cântăreței în Turcia, ocupând locul 17.

## Clasamente
| Clasament            | Poziția maximă | Referință |
| -------------------- | -------------- | --------- |
| Turkish Top 20 Chart | 17             | [ 2 ]     |